# Вешкап
Вешкап (Выскып) — река на Дальнем Востоке России, протекает по территории Иультинского района Чукотского автономного округа.
Длина реки 70 км.
Берёт исток из безымянного озера у северо-восточной подошвы горы Верховина, протекает в меридиональном направлении по Ванкаремской низменности, впадает в лагуну Тэнкэргыкынманкгы Чукотского моря.
Название в переводе с эским. Вешкаӄ — «заструг».
В бассейне имеется россыпное месторождение золота.
По данным государственного водного реестра России относится к Анадыро-Колымскому бассейновому округу.

## Притоки
Объекты перечислены по порядку от устья к истоку (км от устья: ← левый приток | → правый приток | — объект на реке):
- 8 км: → Плавный[5]
- 14 км: → Неудобный[5]
- 16 км: ← Каменка
- 30 км: ← Песцовая
- ? км: ← Плоский[8]
- 43 км: → Сусликовый
- 45 км: → Незаметный Холмик
- 53 км: → Пиковый[9]
- ? км: ← Заячий[4]